# West Baden Springs (Indiana)
West Baden Springs es un pueblo ubicado en el condado de Orange en el estado estadounidense de Indiana. En el Censo de 2010 tenía una población de 574 habitantes y una densidad poblacional de 202,03 personas por km².

## Geografía
West Baden Springs se encuentra ubicado en las coordenadas 38°34′5″N 86°36′44″O / 38.56806, -86.61222. Según la Oficina del Censo de los Estados Unidos, West Baden Springs tiene una superficie total de 2.84 km², de la cual 2.82 km² corresponden a tierra firme y (0.73%) 0.02 km² es agua.

## Demografía
Según el censo de 2010, había 574 personas residiendo en West Baden Springs. La densidad de población era de 202,03 hab./km². De los 574 habitantes, West Baden Springs estaba compuesto por el 93.38% blancos, el 3.14% eran afroamericanos, el 0.52% eran amerindios, el 0.35% eran asiáticos, el 0% eran isleños del Pacífico, el 0.7% eran de otras razas y el 1.92% pertenecían a dos o más razas. Del total de la población el 1.39% eran hispanos o latinos de cualquier raza.

## Personajes famosos
En 1956 nació Larry Bird, considerado uno de los mejores baloncestistas históricos de la NBA.